# Неуловимый Ян
«Неуловимый Ян» — советский художественный фильм о борьбе чехословацких патриотов против гитлеровских захватчиков в годы фашистской оккупации.

## Сюжет
Обеспечив себя поддельными документами, бывший студент Пражского университета Ян Смудек, побывавший в концентрационном лагере, разъезжает по дорогам Чехии в комфортабельном автомобиле. Каждое укромное место Ян использует для того, чтобы вести радиопередачи, призывающие народ к активной борьбе с фашизмом. Ежедневно ровно в 12 часов радио передаёт в эфир правду о Советском Союзе. Гитлеровские ищейки сбиваются с ног в погоне за неуловимым патриотом, но каждый раз, когда ему угрожает, казалось бы, неминуемая гибель, на помощь приходят простые люди.

## В ролях
- Евгений Самойлов — Ян Смудек
- Евгения Гаркуша — Мильча
- Юрий Алексеев-Месхиев — Ярослав
- Георгий Давиташвили — профессор
- Константин Добжинский — Драбек
- Котэ Даушвили — агент гестапо (нет в титрах)
- Сергей Евлахишвили — студент (нет в титрах)
- Анатолий Смиранин — немецкий офицер (нет в титрах)

## Съёмочная группа
- Сценаристы: Александр Столпер, Ольга Зив.
- Режиссёры: Исидор Анненский, Владимир Петров
- Операторы: Анатолий Головня ,Тамара Лобова
- Композитор: Андрей Баланчивадзе

## Технические данные
- Чёрно-белый, звуковой

## История создания
Картина снималась в Тбилиси в период эвакуации всех творческих работников кино из Москвы и Ленинграда. Необходимостью предоставить работу максимально возможному числу мастеров экрана, находящихся в эвакуации и объясняется последовательное или одновременное участие в создании фильма сразу нескольких известных кинематографистов.
Сюжет фильма основан на действительных событиях Второй мировой войны.
Повторная редакция фильма — 1965 г.